# Ty kto takoj? Davaj, do svidanija!
Ty kto takoj? Davaj, do svidanija! (in russo Ты кто такой? Давай, до свидания!?, ossia "Chi sei tu? Arrivederci!") è il titolo di un video virale, che mostra la performance di una meykhana in russo, azero e taliscio mentre ripete il jingle in russo Ty kto takoj? Davaj, do svidanija! da parte dei due fratelli azeri Intigam e Ehtiram Rustamov. Il video è stato filmato il 5 novembre 2011 ad un matrimonio nel distretto di Astara, in Azerbaijan, ed è stato in seguito visto oltre 10 milioni di volte su YouTube.

## Riferimenti politici

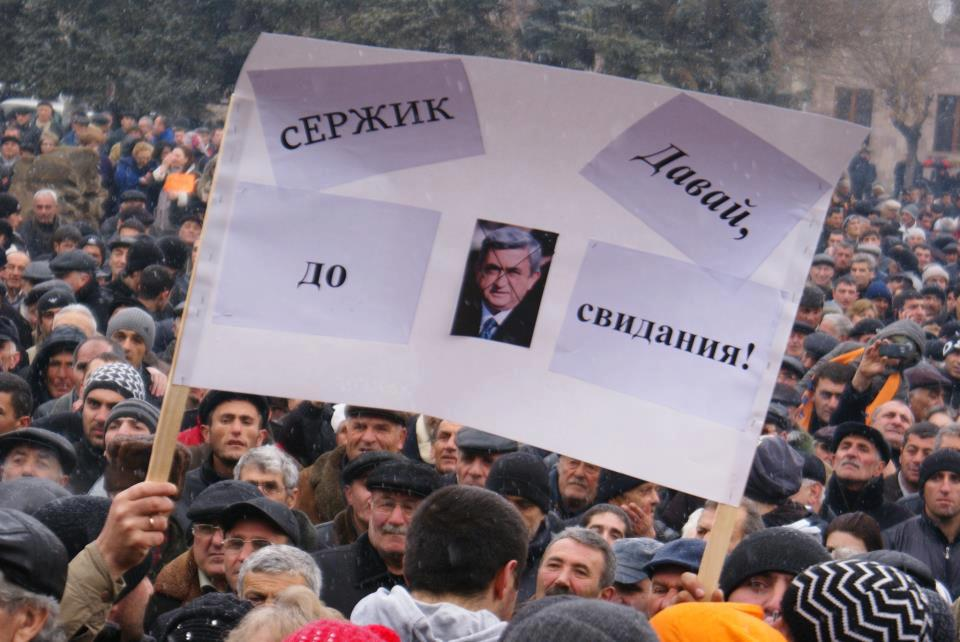
Poster col titolo della meykhana e la foto barrata del presidente armeno Serzh Sargsyan, durante le proteste che hanno fatto seguito alle elezioni presidenziali in Armenia del 2013.

Il jingle è stato promosso da Andrey Filin, funzionario della Russian Car Owners Federation, che aveva twittato "domani appenderò un cartello alla mia auto: 'Putin, chi sei? arrivederci, bye bye'. Farò sorridere la gente."
La frase di Filin "Putin, chi sei? Dai, arrivederci" è stata a sua volta propagata dal segretario stampa Ilya Ponomarev e dal gruppo di arte russa Voyna. L'hashtag # путинтыктотакойдавайдосвидания ("Putin, chi sei? Dai, arrivederci") iniziò a diffondersi su Twitter il 29 maggio 2012 e entrò nei trend mondiali di Twitter il giorno successivo. La frase "Chi sei? Arrivederci, bye bye" in seguito è apparsa sugli striscioni dei picchetti in Russia.
Nel mese di agosto 2012, un gruppo di membri dell'opposizione georgiana ha usato la frase Ty kto takoj? Davaj, do svidanija! contro il presidente Mikheil Saakashvili in una meykhana cantata in georgiano e pubblicata online. La frase, indirizzata al governo ungherese è stata utilizzata anche su manifesti pubblicati a Yerevan, in Armenia durante una protesta davanti al Consolato d'Ungheria il 1º settembre 2012, sulla estradizione dell'ufficiale militare Ramil Safarov, che era stato condannato da un tribunale ungherese per aver ucciso un suo omologo armeno nel 2004.

## Riferimenti culturali
Il jingle Ty kto takoj? Davaj, do svidanija! è stato più volte remixato ed è stato campionato per dubstep e tech house mashup. Il rapper russo Timati ha campionato il jingle per la sua diss song, diretta a Filipp Kirkorov, con i partecipanti che si rifanno al vestire el locale del video originale.
Ty kto takoj? Davaj, do svidanija! è anche il soggetto di uno dei disegni del Lego Life Show russo su YouTube.
La frase ha anche influenzato un articolo sul sito russo di notizie sportive Sportbox, che ha scritto della "sgradevole lista con il titolo di tendenza 'Chi sei? Ci vediamo, arrivederci!'", in connessione con la fase a gironi di UEFA Euro 2012.
La frase" Chi sei? Ci vediamo, arrivederci! "È stato pronunciata anche dal giornalista sportivo russo Viktor Gusev durante una partita di Euro 2012 tra la Svezia e l'Ucraina.